# Mariana Vieira da Silva
Mariana Guimarães Vieira da Silva (Lisboa, 1978) es una socióloga y política portuguesa que en octubre de 2019 se convirtió en Ministra de Estado y Presidencia en el XXII Gobierno Constitucional de Portugal.

## Biografía
Es hija de José António Vieira da Silva, exministro de Trabajo y Solidaridad Social y de la economista Margarida Guimarães. Obtuvo la licenciatura de Sociología en el ISCTE - Instituto Universitario de Lisboa. Es doctorando en Políticas Públicas en la misma institución, aun teniendo pendiente defender su tesis sobre políticas de salud y educación en Portugal. Fue nadadora de alta competición en el Sporting.
Formó parte del equipo organizador del Fórum de Políticas Públicas del ISCTE, además de miembro del consejo asesor del Programa Gulbenkian para la cultura y ciencia de la Fundación Calouste Gulbenkian.
Entre 2005 y 2009 fue asesora de la ministra de Educación de Portugal, Maria de Lurdes Rodrigues. De 2009 a 2011, ejerció como asistente del Secretario de Estado adjunto del Primer Ministro José Sócrates. Trabaja como investigadora en el Centro de Investigación y Estudios Sociológicos del Instituto Universitario de Lisboa (CIES-IUL).
En noviembre de 2015 ocupó el cargo de Secretaria de Estado Adjunta al primer ministro hasta que, en febrero de 2019, se convirtió en la ministra de Presidencia y Modernización Administrativa en sustitución de Maria Manuel Leitão Marques. Meses después, se convirtió en Ministra de Estado y la Presidencia, asumiendo también la coordinación de las áreas estratégicas de desigualdad y despoblación. Ha sido considerada una de las principales consejeras del Primer Ministro portugués António Costa y próxima al presidente de la Cámara de Lisboa, Fernando Medina.